# UdSSR gegen den Rest der Welt
UdSSR gegen den Rest der Welt waren zwei Mannschaftswettkämpfe im Schach, bei denen die besten Spieler der dominierenden Schachnation Sowjetunion gegen eine Weltauswahl antraten. Der erste Wettkampf fand 1970 in Belgrad statt, eine Revanche 1984 in London. Es wurden an zehn Brettern jeweils vier Partien gespielt. Beide Wettkämpfe wurden recht knapp von der Sowjetunion gewonnen.

## Erster Wettkampf 1970
Das Match wurde auf dem FIDE-Kongress 1969 von der jugoslawischen Schachföderation vorgeschlagen. Das Budget der Veranstaltung, die dann vom 29. März bis 5. April 1970 in Belgrad stattfand, betrug 100.000 US-Dollar, für die damalige Zeit eine Rekordsumme.
Die sowjetische Schachföderation nahm den Wettkampf sehr ernst. Jeder Spieler erhielt ein umfangreiches Dossier zur Vorbereitung, außerdem wurde ein Trainingslager in der Nähe von Moskau abgehalten. Über die Brettreihenfolge kam es zu Verstimmungen zwischen den Spielern. Exweltmeister Michail Botwinnik wollte am 4. Brett spielen, erhielt aber nur Brett 8 zugesprochen. Der amtierende Weltmeister Boris Spasski bemerkte später, dass die Hälfte seiner sowjetischen Teammitglieder nicht mehr miteinander sprachen und er selbst sich wegen des auf ihm lastenden Drucks sehr unwohl fühlte. Der Altersschnitt der zehn Spieler betrug 43 Jahre, einige hatten ihre beste Zeit bereits hinter sich. Trotzdem galt die sowjetische Mannschaft, die neben Spasski mit vier Ex-Weltmeistern alle Titelträger der letzten 22 Jahre in ihren Reihen hatte, als klarer Favorit.
Der Teamchef der Weltauswahl, Exweltmeister Max Euwe, konnte nach zähen Verhandlungen Bobby Fischer zur Teilnahme überreden, der zur allgemeinen Überraschung dann sogar zugunsten von Bent Larsen auf das Spitzenbrett verzichtete, obwohl Fischer zu dieser Zeit die höhere Elo-Zahl aufwies. Larsen rechtfertigte das in ihn gesetzte Vertrauen durch ein 2½:1½ an Brett 1, obwohl er in der 2. Runde eine drastische Niederlage gegen Spasski hinnehmen musste. Fischer besiegte an Brett 2 in überzeugender Manier Exweltmeister Tigran Petrosjan mit 3:1. Trotzdem gelang der sowjetischen Mannschaft durch Erfolge an den mittleren und hinteren Brettern ein knapper Gesamtsieg mit 20½:19½.
| Brett | UdSSR                               | „Rest der Welt“                                             | Runde 1 | Runde 2 | Runde 3 | Runde 4 | Gesamtergebnis |
| ----- | ----------------------------------- | ----------------------------------------------------------- | ------- | ------- | ------- | ------- | -------------- |
| 1     | Boris Spasski Runde 4: Leonid Stein | Bent Larsen ( Dänemark)                                     | ½:½     | 1:0     | 0:1     | 0:1     | 1½:2½          |
| 2     | Tigran Petrosjan                    | Bobby Fischer ( USA)                                        | 0:1     | 0:1     | ½:½     | ½:½     | 1:3            |
| 3     | Viktor Kortschnoi                   | Lajos Portisch ( Ungarn)                                    | ½:½     | ½:½     | 0:1     | ½:½     | 1½:2½          |
| 4     | Lew Polugajewski                    | Vlastimil Hort ( Tschechoslowakei)                          | 0:1     | ½:½     | ½:½     | ½:½     | 1½:2½          |
| 5     | Efim Geller                         | Svetozar Gligorić ( Jugoslawien)                            | 1:0     | ½:½     | ½:½     | ½:½     | 2½:1½          |
| 6     | Wassili Smyslow                     | Samuel Reshevsky ( USA) Runde 4: Friðrik Ólafsson ( Island) | ½:½     | 1:0     | 0:1     | 1:0     | 2½:1½          |
| 7     | Mark Taimanow                       | Wolfgang Uhlmann ( DDR)                                     | 1:0     | 1:0     | ½:½     | 0:1     | 2½:1½          |
| 8     | Michail Botwinnik                   | Milan Matulović ( Jugoslawien)                              | 1:0     | ½:½     | ½:½     | ½:½     | 2½:1½          |
| 9     | Michail Tal                         | Miguel Najdorf ( Argentinien)                               | ½:½     | 0:1     | 1:0     | ½:½     | 2:2            |
| 10    | Paul Keres                          | Borislav Ivkov ( Jugoslawien)                               | ½:½     | 1:0     | ½:½     | 1:0     | 3:1            |

## Zweiter Wettkampf 1984
Der zweite Wettkampf fand vom 24. bis 29. Juni 1984 in London statt. Ursprünglich sollte auch dieser Wettkampf in Belgrad stattfinden, musste aber verlegt werden und wurde ziemlich kurzfristig angekündigt. Auf sowjetischer Seite waren aus der Mannschaft von 1970 Polugajewski, Smyslow und Tal immer noch dabei, seitens der Weltauswahl Larsen als Reservespieler und der mittlerweile für die Schweiz spielende Kortschnoi, der gegen sein früheres Heimatland gewann. Von den Top Ten Spielern (Elo-Liste von Januar bis Juni 1984) fehlten Portisch, die alleinige Nummer 4 der Welt, der seine Teilnahme absagte, weil er nur an Brett 7 spielen sollte, Spasski, der seit längerem in Frankreich lebte, jedoch weiterhin sowjetischer Bürger war, sowie Hort, welcher eine anderweitige Verpflichtung hatte. Petrosjan war bereits vom Magenkrebs schwer gezeichnet und musste im letzten Moment absagen, für ihn rückte Juri Rasuwajew ins Team nach.
Kapitän der UdSSR war Nikolai Krogius, für die Weltauswahl H. M. Hasan aus Indonesien, welcher auch den Löwenanteil der Sponsoringaufwendungen übernahm. An den Spitzenbrettern hatten die sowjetischen Spieler diesmal Vorteile, Weltmeister Anatoli Karpow und sein späterer Nachfolger Garri Kasparow gewannen jeweils 2½:1½. Das beste Ergebnis aller Spieler erzielte jedoch Alexander Beliavsky mit einem 3½:½ an Brett 6, wobei Yasser Seirawan zweimal verlor. Am Ende gewann die Auswahl der Sowjetunion, die diesmal eher an den hinteren Brettern Schwächen zeigte, abermals knapp mit 21:19.
| Brett | UdSSR                                              | „Rest der Welt“                                                         | Runde 1 | Runde 2 | Runde 3 | Runde 4 | Gesamtergebnis |
| ----- | -------------------------------------------------- | ----------------------------------------------------------------------- | ------- | ------- | ------- | ------- | -------------- |
| 1     | Anatoli Karpow                                     | Ulf Andersson ( Schweden)                                               | 1:0     | ½:½     | ½:½     | ½:½     | 2½:1½          |
| 2     | Garri Kasparow                                     | Jan Timman ( Niederlande)                                               | ½:½     | ½:½     | ½:½     | 1:0     | 2½:1½          |
| 3     | Lew Polugajewski Runde 4: Wolodymyr Tukmakow       | Viktor Kortschnoi ( Schweiz)                                            | ½:½     | 0:1     | ½:½     | ½:½     | 1½:2½          |
| 4     | Wassili Smyslow Runden 2 und 3: Wolodymyr Tukmakow | Ljubomir Ljubojević ( Jugoslawien)                                      | 0:1     | 1:0     | ½:½     | ½:½     | 2:2            |
| 5     | Rafael Vaganian                                    | Zoltán Ribli ( Ungarn)                                                  | ½:½     | ½:½     | ½:½     | 0:1     | 1½:2½          |
| 6     | Alexander Beliavsky                                | Yasser Seirawan ( USA) Runden 3 und 4: Bent Larsen ( Dänemark)          | 1:0     | 1:0     | ½:½     | 1:0     | 3½:½           |
| 7     | Michail Tal Runde 2: Oleh Romanyschyn              | John Nunn ( Großbritannien) Runde 4: Murray Chandler ( Großbritannien)  | ½:½     | ½:½     | 1:0     | ½:½     | 2½:1½          |
| 8     | Juri Rasuwajew                                     | Robert Hübner ( BR Deutschland)                                         | ½:½     | ½:½     | ½:½     | ½:½     | 2:2            |
| 9     | Artur Jussupow Runde 4: Oleh Romanyschyn           | Tony Miles ( Großbritannien)                                            | ½:½     | ½:½     | ½:½     | 0:1     | 1½:2½          |
| 10    | Andreï Sokolov Runde 3: Oleh Romanyschyn           | Eugenio Torre ( Philippinen) Runde 3: Murray Chandler ( Großbritannien) | 0:1     | 1:0     | ½:½     | 0:1     | 1½:2½          |

## Russland gegen den Rest der Welt 2002
Nach dem Zerfall der Sowjetunion kam es 2002 zu einem Wettkampf Russland gegen den Rest der Welt. Dieser unterschied sich von den vorherigen zwei Wettkämpfen auch dadurch, dass pro Spieler zehn Schnellschachpartien nach Scheveninger System gespielt wurden, anstatt vier Partien mit Turnierbedenkzeit. Einige Spieler aus der früheren Sowjetunion wie Wladimir Hakobjan, Wassyl Iwantschuk, Boris Gelfand und Alexei Schirow traten diesmal für den Rest der Welt an. Die russische Mannschaft musste sich mit 48:52 geschlagen geben, obwohl sie ihre Stars Garri Kasparow und Wladimir Kramnik aufbot.